# Iglesia de la Invención de la Cruz (Cuevas de Provanco)

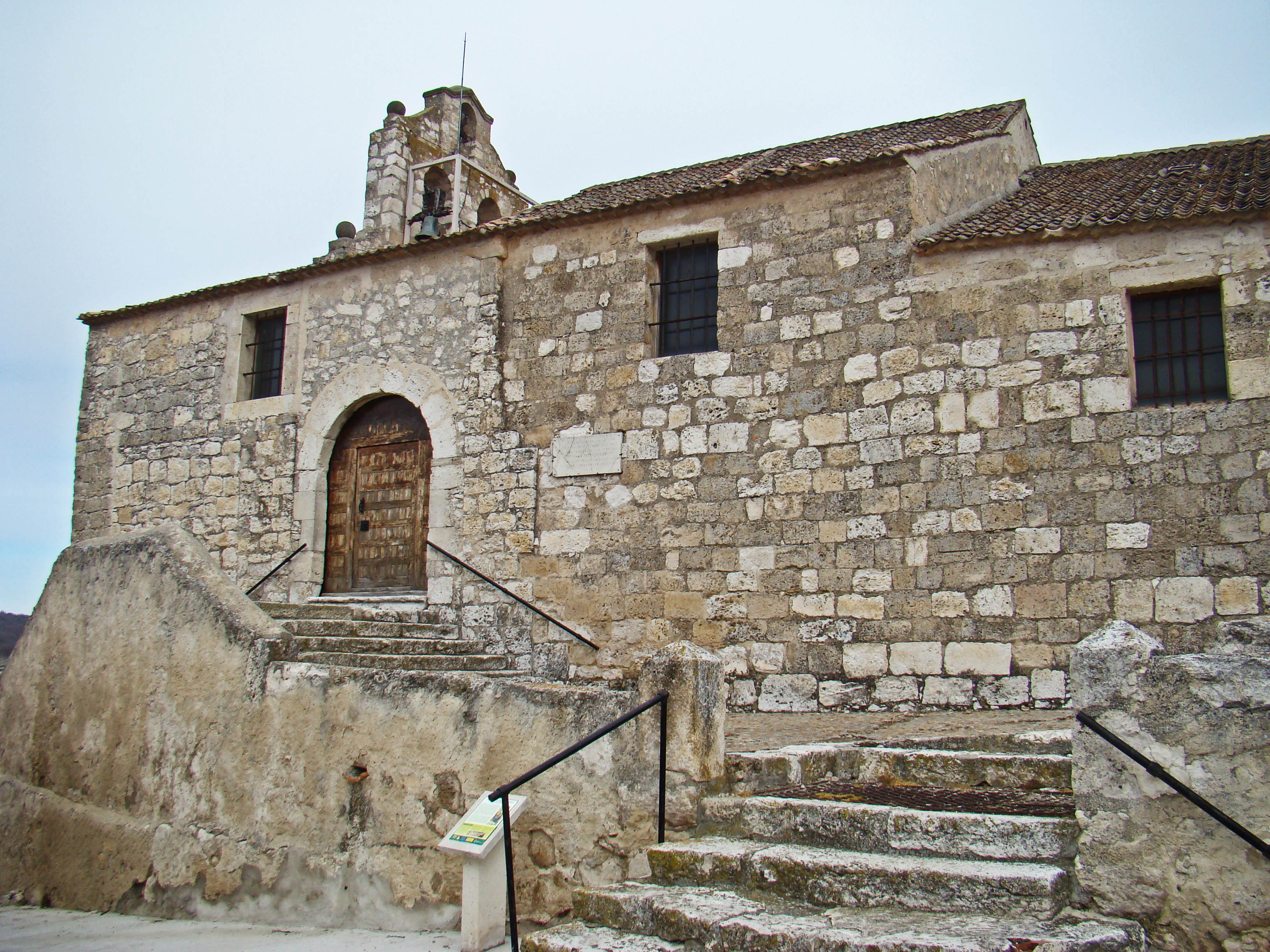
Vista del muro sur con la puerta de acceso al templo y las escalinatas de llegada.

La Iglesia de la Invención de la Cruz, llamada también de la Vera Cruz, es un templo románico que fue modificado en los siglos siguientes. Tuvo una torre que se derrumbó en el año 1946 y que no se volvió a levantar sino que se aprovechó su primer cuerpo para ubicar en él la nueva sacristía; sobre este piso se edificó la espadaña de campanas. Tuvo también una galería porticada al estilo de las iglesias segovianas, que se modificó a mediados del siglo XX para crear una nave lateral que se conserva.

## Descripción arquitectónica

### Exterior
Los muros
En el exterior se conserva el ábside circular románico puro, de apariencia tosca y arcaica; está construido en piedra caliza y en muchos de sus sillares se pueden ver marcas de cantero. Se abre una ventana en el centro, muy rústica, cuyo vano está cerrado de fábrica; el arco descansa sobre sendas columnas bastante gruesas, con capiteles muy desgastados. Está además rodeado de una moldura de chambrana. Todo el ábside está recorrido por dos impostas, la de arriba con una estría y la de abajo con cuatro estrías. La cornisa presenta canecillos distanciados sin apenas decoración.

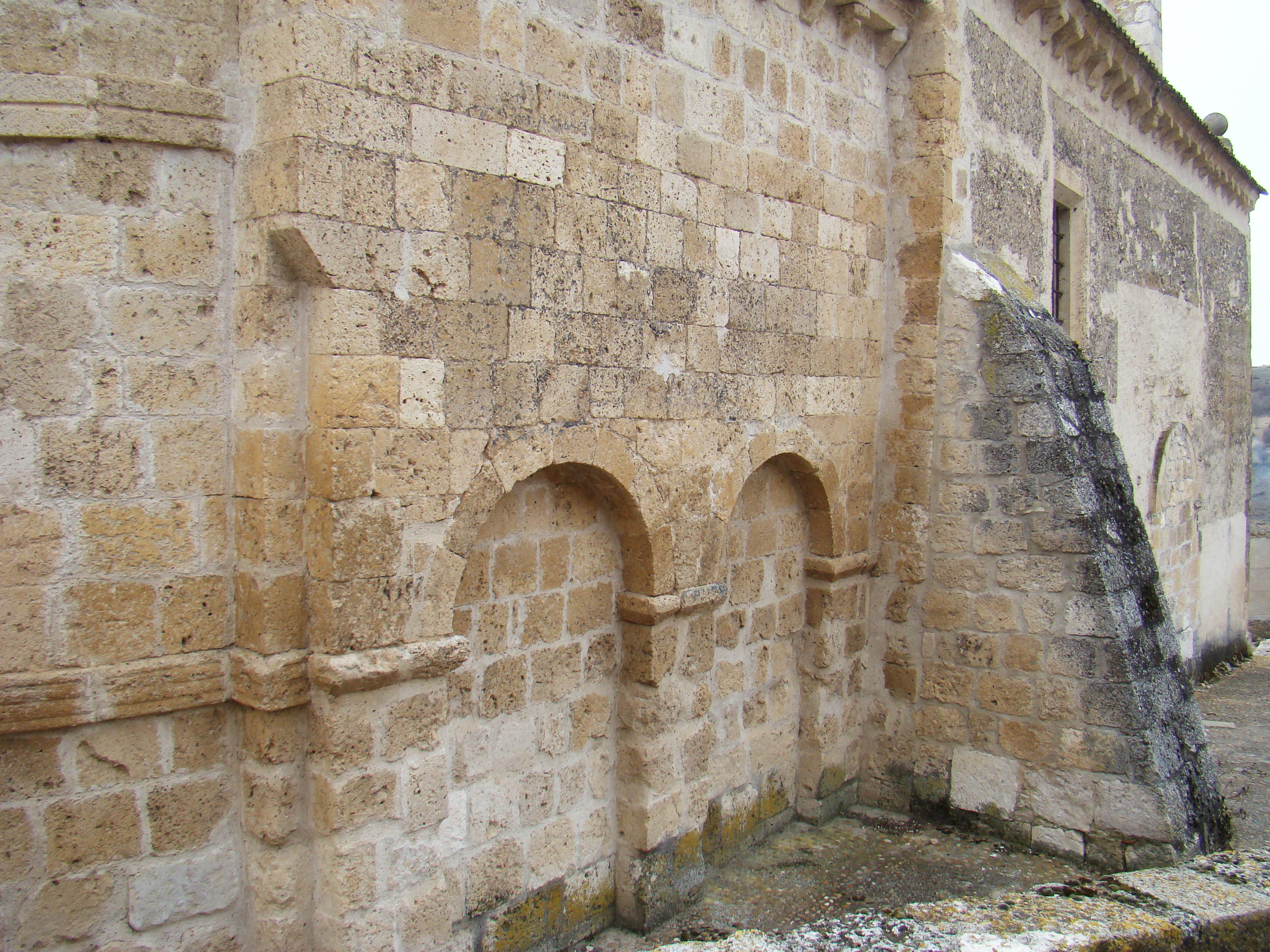
Muro norte en el que se ve la puerta cegada de antiguo acceso al cementerio, dos arcos ciegos y el contrafuerte.

En el muro norte, en el espacio correspondiente al presbiterio, hay dos arcos ciegos de medio punto que descansan sobre una imposta. Más hacia el oeste hay una puerta cegada que en su día sirvió de acceso al viejo cementerio. También aparece en este muro una ventana cuadrada que se abrió en su momento para dar luz a la nave. En la unión del presbiterio con el resto del muro hay un contrafuerte —el único en todo el edificio— de sillares calizos.
En el muro oeste hubo una ventana saetera para iluminar la parte baja del coro. Está cegada. También para iluminar el coro se abrió una ventana circular. Hubo anteriormente una puerta de arco de medio punto ligeramente apuntado que se cegó con piedra y que daba acceso a un espacio por debajo del nivel de la nave añadida. En la restauración  de 1991 se abrió para estudiarla y después se volvió a cegar.
Se accede al templo por una puerta abierta en el muro sur, formada por un arco de medio punto sin decoración. Para llegar a ella hay que subir dos tramos de escalinatas de piedra.
Cubierta
La cubierta es a dos aguas, con teja árabe dispuesta a la segoviana. En la restauración de 1991 se consolidó y retejó dejándola con el mismo aspecto que tenía pero se introdujo una sobrecubierta metálica para evitar que los maderos interiores llevasen toda la carga. Con esta técnica son los maderos los que descansan en la nueva estructura.
Recinto exterior
Todo lo que rodeaba la iglesia era de tierra y se levantó por entero en la restauración de 1991 para hacer una investigación arqueológica. Por el lado norte se encontraron restos humanos del antiguo cementerio. Se sustituyó el suelo de tierra por un enmorrillado. Las escaleras de piedra de acceso a este recinto se consolidaron y se pusieron nuevos los peldaños rotos. Alrededor de este recinto hay un muro hecho de mampostería que sirve de contención entre la plataforma de la iglesia y el nivel de la calle.

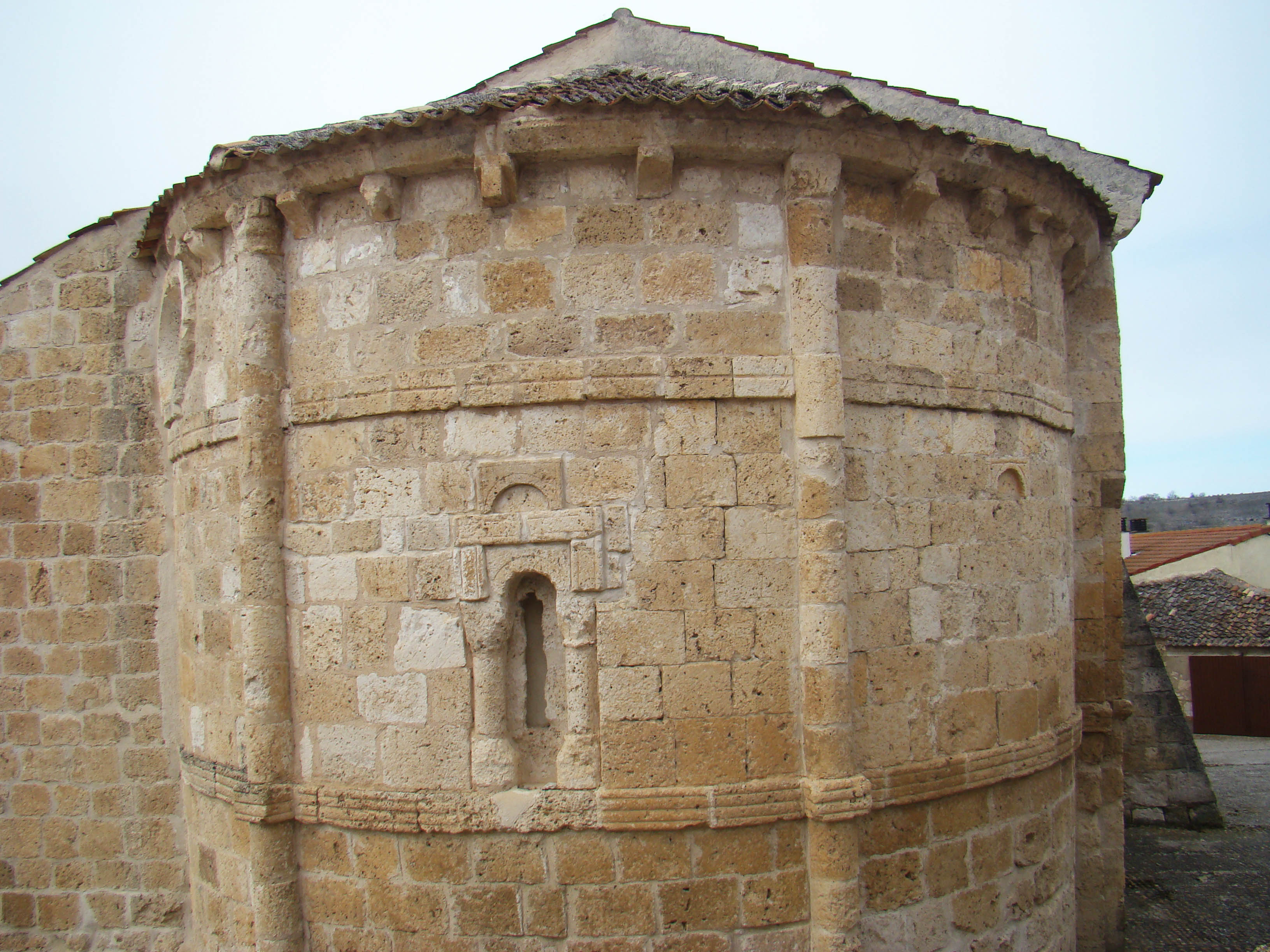
Ábside románico.
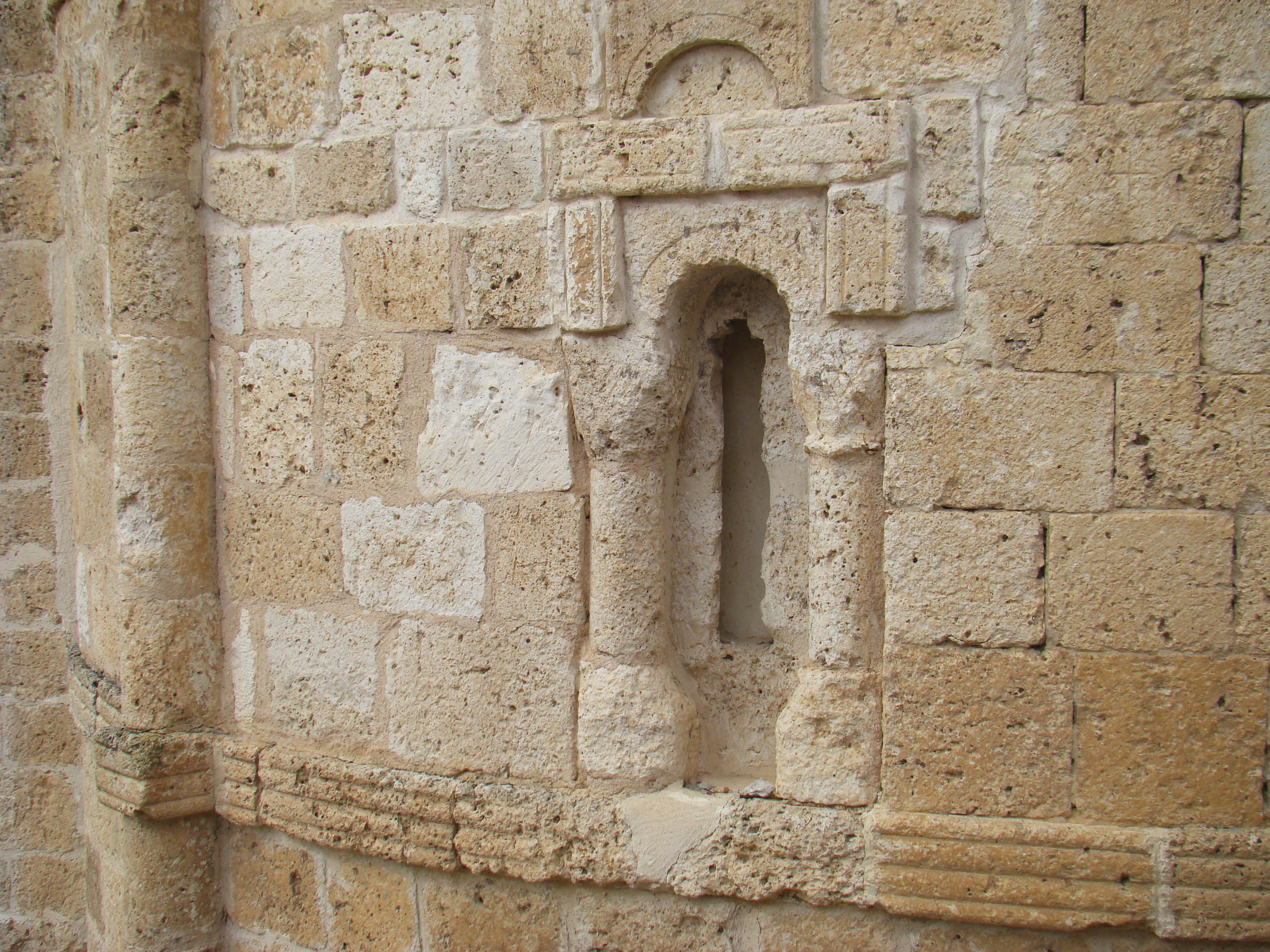
Detalle de la ventana románica del ábside con moldura de chambrana. Se aprecia la moldura de estrías.
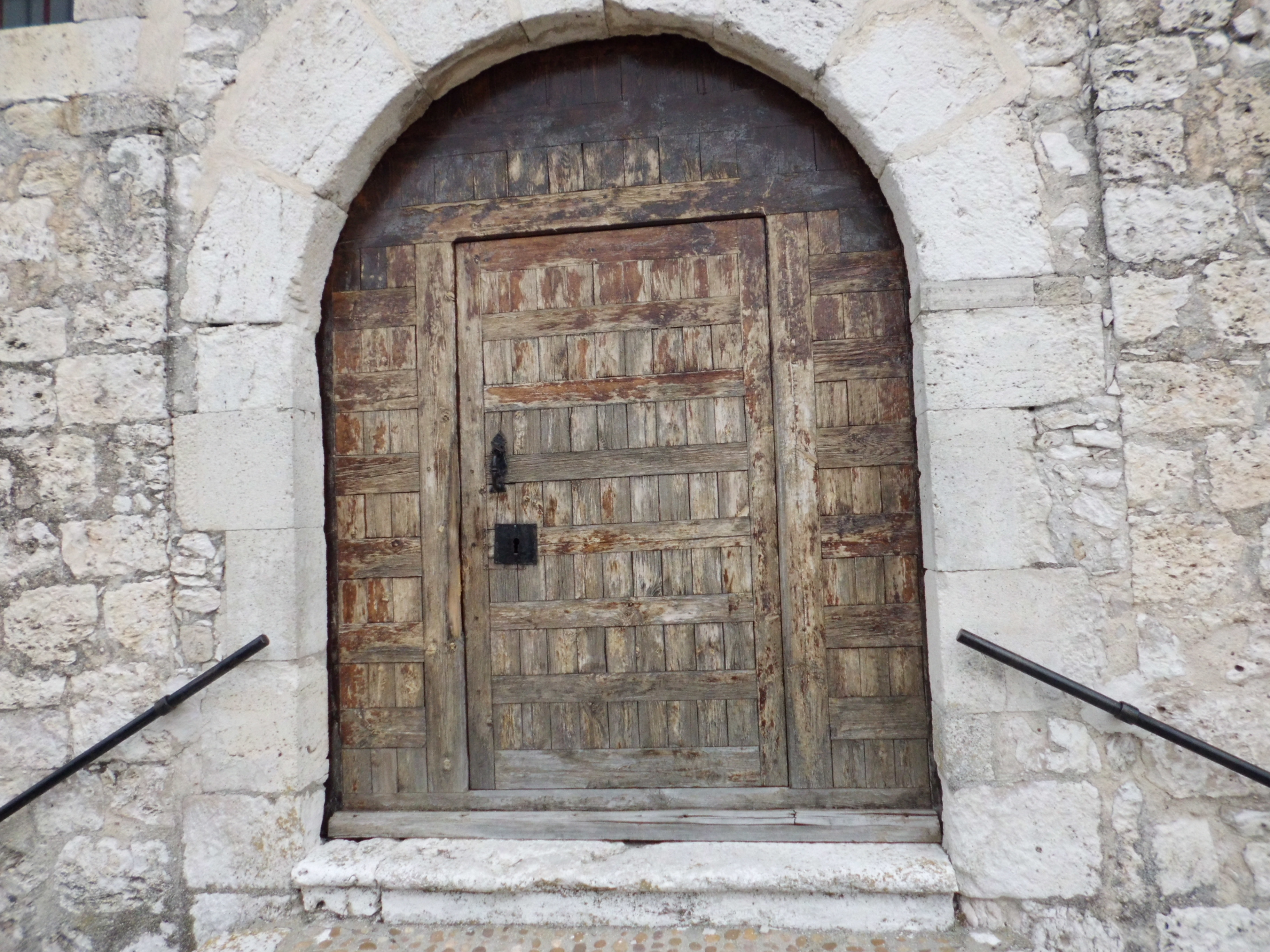
Detalle de la puerta de entrada en el muro sur.

### Interior
En el interior, el presbiterio muestra arcos románicos ciegos, separados por dobles columnas que tienen basa y capitel muy elementales; se cubre con bóveda de cuarto de esfera y bóveda de cañón. Tiene dos naves, una primitiva y otra reciente construida en el espacio del original pórtico.
Sacristía
Se encuentra en el espacio que ocupó la torre que se derrumbó, en el lado sur de la iglesia. La puerta de acceso está en el presbiterio, junto a la puerta que conducía a las escaleras de la torre. Sus paredes están encaladas y tiene como mobiliario una cajonera de madera.
En la restauración de 1991 se levantó el pavimento viejo y quedó al descubierto la base subterránea de lo que fue la torre, una estancia rectangular con una medida de unos 11m²  y 2 m de altura; es abovedada y con muros de mampostería. Se encontró rellena de piedras y huesos humanos que debieron corresponder a un osario no demasiado antiguo. Después de estudiado y limpiado el recinto se dejó vacío y se colocó una trampilla desde la sacristía para facilitar el acceso.
Artesonado
El techo es artesonado de madera del siglo XV con pinturas en la nave principal. Es una armadura sencilla en forma de artesa, pintada de azul grisáceo sin adornos, salvo en los tres grupos de tirantes que llevan decoración de caras.
Coro
Hay un coro a los pies de la nave original construido en madera cuyas barandillas están pintadas de azul. Se asienta sobre una viga horizontal. Se accede a él por una escalera que nace en la nave secundaria —nave sur o antiguo atrio—.
Púlpito
Se encuentra en el muro norte, cercano al presbiterio. La parte inferior es de piedra de Campaspero y la parte de arriba de forja.
Pilas
La Pila bautismal es románica y de gran tamaño, con desagüe incorporado. Se compone de dos piezas: un zócalo con adornos de flores, pétalos y cruces y el cuenco con la decoración de gajos propia de románico limitada por arriba con una banda en zigzag. Hay también a la entrada de la iglesia dos pilas de agua bendita de piedra de Campaspero con decoración muy sencilla.
Pinturas
El cascarón del ábside y el presbiterio están decorados con pinturas. Las de mayor interés son las románicas situadas entre las dos líneas de impostas. Estaban muy deterioradas y se restauraron en 1991 con la técnica italiana del regatino o tratteggio, quedando bien patente las líneas de restauración.o
Retablos
El retablo mayor está dividido en tres cuerpos y tres calles, con remate de frontón. Toda la talla es de calidad; la estructura es de madera dorada. En el primer cuerpo está el sagrario; en el segundo y tercero hay pinturas; la separación de las calles se hace con columnas dóricas y jónicas.
En la puerta cegada del muro norte —por donde se salía al cementerio— hay un retablo barroco. En el muro sur hay otro retablo con pinturas flamencas de gran valor.